# Àkan
La llengua àkan és en realitat un grup d'idiomes de les llengües nigerocongoleses que formen part del grup de les llengües tano centrals, un contínuum dialectal amb variants mútuament comprensibles. Es parla a Ghana i a determinats indrets de Surinam. S'han conservat ideogrames antics de la seva escriptura tradicional, tot i que en l'actualitat s'empra l'alfabet llatí modificat i una normativització que data del 1981. Hi ha uns vuit milions de parlants nadius d'àkan. L'àkan és la principal llengua nadiua dels àkans, que viuen a akanlàndia, a Ghana. Aproximadament el 58% dels ghanesos i el 30% dels ivorians parlen l'àkan.
Hi ha tres dialectes de l'àkan que s'han desenvolupat com a estàndards literaris que tenen ortografies diferents: l'aixanti, el twi i el fanti. Aquests tres són intel·ligibles mutualment però tenen formes escrites que no s'entenen per part dels parlants dels altres dialectes estàndards. El 1978 el Comitè Ortogràfic de l'Àkan (AOC) va establir una ortografia comuna per totes les formes àkans. Aquesta ortografia és la que s'utilitza en l'educació primària pels parlants de moltes llengües àkans, així com pels parlants d'altres llengües com l'anyi, el sehwi, l'ahanta i les llengües guangs. L'AOC ha compilat una ortografia unificada que conté 20.000 paraules.
L'àkan va arribar al Carib i a Amèrica del Sud, a on cal destacar que és parlat pels ndyukes de Surinam i els coromantins de Jamaica. Els descendents dels cimarrons, antics esclaus fugitius de l'interior de Surinam i de Jamaica encara utilitzen en l'actualitat una forma d'aquesta llengua.

## Relació de l'àkan amb les altres llengües tano centrals
Segons l'ethnologue, l'àkan és una macrollengua que inclou altres llengües com el twi i el fante. A més a més, l'àkan també dona nom al grup de llengües que també inclou llengües com l'abron i el wasa. El grup de les llengües àkans formen part de la família de les llengües tano centrals que inclou vuit llengües més. Per tant, l'abron i el wasa no són considerats dialectes si no llengües germanes de l'àkan. L'ethnologue basa la seva classificació en estudis sobre la intel·ligibilitat mútua i la semblança lèxica segons diferents fonts.
El glottolog fa una anàlisi similar, amb l'excepció que el grup de les llengües àkans també inclou el wasa i l'abron com a llengües akàniques i que l'àkan és analitzat com una llengua amb el fante, l'asante, l'akuapem i molts altres dialectes.
Segons PK Agbedor, el mfantse (fante), el twi (asante i akuapem), l'abron (bono), el sefwi (sehwi), el wassa, l'asen, l'akwamu i el kwahu conformen un cluster de llengües que es parlen a Ghana de llengües que es poden entendre mútuament. Aquest cluster pot ser anomenat r-Àkan per les llengües que no tenen la lletra "l". Per altra banda l-Àkan es refereix al clúster àkan que comprèn el nzema, la llengua baule i l'anyin, a més d'altres dialectes que es parlen sobretot a Costa d'Ivori en les que l'ús de la lletra "r" és molt estrany.

## Geolingüística i pobles veïns

### Àkan a Ghana
A Ghana hi ha els següents grups àkans:
- Twis - 3.820.000 (70% cristians)
- Ahafos - 72.000 (85% cristians)
- Akwamus - 57.000 (88% cristians)
- Akuapems - 727.000 (92% cristians)
- Akyems - 860.000 (91% cristians)
- Asens - 176.000 (80% cristians)
- Dankyires - 135.000 (70% cristians)
- Fantes - 3.233.000 (62% cristians)
- Kwawus - 532.000 (85% cristians)

Segons el mapa lingüístic de Ghana, el territori àkan ocupa gran part del territori centre-sud del país (ocupa un terç aproximat de la totalitat del territori ghanès). Aquest limita amb els següents pobles:
- Al Sud (a banda de amb l'oceà Atlàntic):
  - Awutus
  - Gas
- A l'est (de sud a nord)
  - Lartehs
  - Cherepons
  - Dangmes
  - Nkamis
  - Llac Volta
- Al nord
  - Abrons (que també es poden considerar àkans si tenim en compte el glottolog i que tenen els següents pobles al nord (d'est a oest)
    - Degs
    - Ligbis
    - Bondoukou kulangos
    - Abrons
- A l'oest (de nord a sud)
  - Sehwis
  - Wases
  - Ahantes

### Àkan a Costa d'Ivori
A Costa d'Ivori hi ha els següents grups àkans:
- Twis - 310.000 (70% cristians)
- Fantes - 21.000 (60% cristians)

### Àkan a Benín
- Tchumbulis

### Àkans arreu del món
Segons el joshuaproject, aquests són els diferents grups humans que parlen àkan arreu del món:
- Finlàndia: 1.300 àkans. (90% cristians)
- Itàlia: 49.000 àkans (70% cristians)
- Estats Units: 75.000 aixanti. (85% cristians)
- Canadà: 1.300 twis (70% cristians)
- Dinamarca: 1.800 twis (74% cristians)
- Libèria - 47.000 twis (83% cristians), 33.000 fantes (65% cristians)
- Països Baixos - 18.000 twis (60% cristians)
- Noruega - 1.800 twis (73% cristians)
- Togo - 72.000 twis (majoritàriament creuen en religions africanes tradicionals i 30% cristians)
- Regne Unit - 25.000 twis (85% cristians)

## Dialectologia
Els dialectes de l'àkan, segons l'ethnologue són l'abura fanti, l'agona, l'ahafo, l'akuapem (o akuapim, o akwapem twi, o akwapi, o twi), l'akyem (akyem bosome), l'anomabo fanti, l'asante (achanti, asanti, ashante twi), l'asen, el bono, el dankyira, el fante (fanti o mfantse), el gomua i el kwawu (o kwahu). El fanti i el twi tenen assignats codis ISO 639-3.
Segons el glottolog, els dialectes de l'àkan, a banda de coincidir amb la majoria dels dialectes que indica l'ethnologue, el wasa i l'abron són llengües akàniques.

## Sociologia, estatus i ús de la llengua
L'àkan és una llengua de comunicació de masses (EGIDS 3). És utilitzat per la gent de totes les edats i generacions en tots els àmbits comunicatius, fins i tot el treball i els mitjans de comunicació de masses, però no té un estatus oficial. Tot i això, a Ghana ha esdevingut la llengua laboral nacional de facto. Entre el 30 i el 60% dels àkans aprenen la seva llengua com a primera llengua i entre el 5 i el 10% ho fan com a segona llengua. S'ensenya en l'educació primària i secundària. Hi ha diccionari, gramàtica i Bíblia. S'escriu en alfabet llatí des de 1978.
L'àkan és parlat com a segona llengua pels abrons, els adeles, els ahantes, els animeres, els anyins, els awutus, els chales, els cherepons, els chumburungs, els degs, els delos, els dwangs, els gikyodes, els guans, els konkombes, els kplangs, els kraches, els lartehs, els lelemis, els ligbis, els nafaanres, els nchumbulus, els nkamis, els nkonyes, els nzemes, els sehwis, els sekpeles, els tumulung sisaales i els wases.

## Fonologia
Com que les fonologies dels diferents dialectes difereixen, el dialecte que és utilitzant per a representar l'àkan és el fante. Com molts dels altres dialectes, té palatització i harmonia vocàlica.

### Consonants
Les consonants de l'asante són palatitzades (o labio-palatitzades) davant les vocals anteriors i les consonants oclusives són africades. Els al·lòfons de /n/ són complexos. A la taula de sota s'especifiquen els al·lòfons que tenen més que palatitzacions fonètiques menors en el context de la vocal /i/, cosa que passa també alguens vegades abans d'altres vocals com la /a/, tot i que menys habitualment.
A l'asante, quan /gu/ és seguida per una vocal es pronuncia /ɡʷ/, però en akuapem continua amb el so /gu/. La seqüència /nh/ es pronuncia [ŋŋ̊].
Les transcripcions de la taula que hi ha a continuació són en ordre /fonèmic/, [[[Al·lòfon|fonètic]]], ⟨ortogràfic⟩. Cal tenir en compte que l'ortogràfic ⟨dw⟩ és ambigu: en els llibres de text, ⟨dw⟩ = /ɡ/ i s'hi pot distingir del /dw/ amb el diacrític dw. A més a més, la velar ⟨nw⟩ (ŋw) es pot transcriure com nw. L'ortogràfica ⟨nu⟩ és palatitzada [ɲᶣĩ].
|            |            | Consonant labialLabial | Consonant labialLabial | Consonant labialLabial | Alveolar | Alveolar   | Alveolar        | Dorsal | Dorsal          | Dorsal       | Labialitzades | Labialitzades | Labialitzades |
| ---------- | ---------- | ---------------------- | ---------------------- | ---------------------- | -------- | ---------- | --------------- | ------ | --------------- | ------------ | ------------- | ------------- | ------------- |
| Nasal      | plana      | m                      | m                      | ⟨m⟩                    | /n/      | [ŋ, ɲ, ɲĩ] | ⟨n, ngi⟩        |        |                 |              | /nʷ/          | [ŋːʷ, ɲᶣĩ]    | ⟨nw, nu⟩      |
| Nasal      | Geminades  |                        |                        |                        | /nː/     | [ŋː, ɲːĩ]  | ⟨ng, nyi, nnyi⟩ |        |                 |              | /nːʷ/         | [ɲːᶣĩ]        | ⟨nw⟩          |
| Oclusives  | Sordes     | /p/                    | [pʰ]                   | ⟨p⟩                    | /t/      | [tʰ, tçi]  | ⟨t, ti⟩         | /k/    | [kʰ, tɕʰi~cçʰi] | ⟨k, kyi⟩     | /kʷ/          | [tɕᶣi]        | ⟨kw, twi⟩     |
| Oclusives  | Sonora     | b                      | b                      | ⟨b⟩                    | d        | d          | ⟨d⟩             | /g/    | [dʒ, dʑi~ɟʝi]   | ⟨g, dw, gyi⟩ | /ɡʷ/          | [dʑᶣi]        | ⟨gw, dwi⟩     |
| Fricatives | Fricatives | f                      | f                      | ⟨f⟩                    | s        | s          | ⟨s⟩             | /h/    | [çi]            | ⟨h, hyi⟩     | /hʷ/          | [çᶣi]         | ⟨hw, hwi⟩     |
| Altres     | Altres     |                        |                        |                        | /r/      | [ɾ, r, ɽ]  | ⟨r⟩             |        |                 |              | /w/           | [ɥi]          | ⟨w, wi⟩       |

### Vocals
Els dialectes de l'àkan tenen entre catorze i quinze vocals: quatre o cinc vocals tensionades (+ATR), cinc vocals laxes (-ATR) que estan representades per set vocals a nivell ortogràfic i cinc vocals nasals, les quals no totes estan representades. Totes aquestes catorze vocals foren distingides en l'Alfabet de la Costa de l'Or de l'època colonial. Hi ha una distinció ATR que només es troba en alguns subdialectes del fante, però que no tenen forma escrita. En l'asante i l'akuapem hi ha al·lòfones armòniques però mai com ATR. Les dues vocals que s'escriuen e (/e̘/ i /i/) i o (/o̘/ i /u/) sovint no es distingeixen en la pronunciació.
| Orthog. | +ATR    | −ATR      |
| ------- | ------- | --------- |
| i       | /i̘/ [i̘] |           |
| e       | /e̘/ [e̘] | /i/ [ɪ~e] |
| ɛ       |         | /e/ [ɛ]   |
| a       | [æ~ɐ]   | /a/ [a]   |
| ɔ       |         | /o/ [ɔ]   |
| o       | /o̘/ [o̘] | /u/ [ʊ~o] |
| u       | /u̘/ [u̘] |           |

## Literatura
La llengua àkan és rica en literatura tradicional com proverbis, històries tradicionals i teatre tradicional, així com en literatura contemporània en gèneres com el teatre, els contes i les novel·les. A partir de finals del segle xix es va començar a documentar per escrit la literatura tradicional àkan. Posteriorment, Joseph Hanson Kwabena Nketia va recol·lectar un nombre important de proverbis i d'històries tradicionals en les publicacions Funeral Dirges of the Akan People (1969), Folk Songs of Ghana (1963) i Akan Poetry (1958). Entre alguns dels literats més destacats hi ha els dramaturgs A. A. Opoku i E. J. Osew i els novel·listes K. E. Owusu i R. A. Tabi.